# Tita Binz
Tita Binz, eigentlich Juanita Ladewig (* 1903 in Frankfurt am Main; † 1970 in Mannheim) war eine deutsche Photographin.
Binz war die Tochter des Chemikers Arthur Binz und dessen Ehefrau, der Schriftstellerin  Juanita Reutlinger.
Tita Binz kam 1911 mit ihrer Familie nach Berlin. Während ihrer Schulzeit war sie von der Photographie fasziniert. Sofort im Anschluss an ihre Schulzeit begann sie eine Lehre als Photographin bei ihrem Onkel Léopold-Émile Reutlinger in Paris.
Später ließ sich Binz in Berlin nieder. Sie verdiente ihren Lebensunterhalt erst als Assistentin in einigen Ateliers, bevor sie sich 1938 mit einem eigenen Atelier am Kurfürstendamm selbstständig  machte. Binz spezialisierte sich von Anfang an auf Portraitphotographie. Kritiker lobten sie für „ihr Talent, die Persönlichkeit des Abgebildeten zu zeigen“ (Berliner Tageblatt).
Gleich nach Kriegsende verließ Binz 1945 Berlin und ließ sich bis 1949 in Heidelberg nieder. In diesem Jahr verzog sie nach Mannheim. Dort starb sie 1970 im Alter von 67 Jahren.